# ماكسويل كامينغز
ماكسويل كامينغز هو شخصية أعمال كندي، ولد في 19 أبريل 1898 في سانت جون في كندا، وتوفي في 23 مايو 2001.